# باسيتلو (دائرة انتخابية في المملكة المتحدة)
باسيتلو  (بالإنجليزية: Bassetlaw)‏ هي إحدى الدوائر الانتخابية في المملكة المتحدة الممثلة في مجلس العموم في برلمان المملكة المتحدة.
عضو البرلمان الذي يمثلها حالياً هو :John Mann (Lab).

## معرض صور